# Linguisten-Handbuch
Das Linguisten-Handbuch wurde 1994 im Gunter Narr Verlag Tübingen von Wilfried Kürschner in zwei Bänden (A–L und M–Z) herausgegeben. Es enthält auf insgesamt 1191 Seiten biographische und bibliographische Daten von 1603 deutschsprachigen Sprachwissenschaftlerinnen und Sprachwissenschaftlern der Gegenwart (Stand: Ende 1993), wobei 261, d. h. 16,3 Prozent weiblichen Geschlechts sind und über 93 Prozent mit einem Foto vorgestellt werden. Das Werk basiert auf Selbstauskünften, um die „Professoren oder Privatdozenten (bzw. äquivalent Qualifizierte) oder Personen, die mindestens zwei linguistische Bücher geschrieben haben“, gebeten wurden.

## Ausgabe
- Wilfried Kürschner: Linguisten-Handbuch. Gunter Narr Verlag, Tübingen 1994, ISBN 3-8233-5000-5 (eingeschränkte Vorschau in der Google-Buchsuche).